# Jørgen Emil Hansen
Jørgen Emil Hansen (* 7. Dezember 1942 in Kopenhagen) ist ein ehemaliger dänischer Radrennfahrer und Weltmeister im Radsport.

## Sportliche Laufbahn
1966 gewann Dänemark mit Verner Blaudzun, Jørgen Emil Hansen, Ole Højlund und Fleming Gustav Wisborg den Titel im Mannschaftszeitfahren der UCI-Straßen-Weltmeisterschaften 1966.
1967 und 1969 wurde er mit dem dänischen Team jeweils Zweiter im Mannschaftszeitfahren der UCI-Straßen-Weltmeisterschaften. Dreimal, 1968 in Mexiko-Stadt, 1972 in München und 1976 in Montreal war er Teilnehmer der Olympischen Sommerspiele im Straßenradsport. 1976 konnte er mit dem dänischen Vierer die Bronzemedaille im Mannschaftszeitfahren gewinnen. Im Straßenrennen der Olympischen Spiele war er 1968 als 29. klassiert worden, 1976 schied er im olympischen Straßenrennen aus.
Im Mannschaftszeitfahren gelangen ihm weitere Erfolgen bei den Meisterschaften der Nordischen Länder (1970 und 1973). Den nationalen Titel in dieser Disziplin gewann er 1968, 1972 und 1975. 1975 wurde er auch dänischer Meister im Straßenrennen. Hansen bestritt im Laufe seiner langen Karriere einige der großen Amateur-Rundfahrten seiner Zeit. So konnte er beim britischen Milk Race 1962 Platz zehn belegen, bei der niederländischen Olympia’s Tour 1966 wurde er Dritter, die Rheinland-Pfalz-Rundfahrt 1975 sah ihn auf Platz sechs der Gesamtwertung. Bei der Tour de l’Avenir startete er mehrfach. Auch bei kleineren Rundfahrten war er erfolgreich, so wurde er 1971 Zweiter der Berliner Etappenfahrt. 1972, 1973 und 1979 siegte er im Eintagesrennen Archer Grand Prix. 1973 siegte er im Rennen Prag–Karlovy Vary–Prag und 1975 in der Tyrifjorden Rundt.
Auch nach seiner Laufbahn als Leistungssportler blieb er in verschiedenen Seniorenklassen aktiv, 2015 gewann er das „World Masters Road Race“.